# مادلين هوغن
مادلين هوغن (بالإنجليزية: Madeleine Hogan)‏ هي منافسة ألعاب القوى أسترالية، ولدت في 8 ديسمبر 1988 في Ferntree Gully, Victoria ‏ في أستراليا.

## روابط خارجية
- مادلين هوغن على موقع النتائج التاريخية لألعاب القوى الأسترالية (الإنجليزية)
- مادلين هوغن على موقع Paralympic.org (الإنجليزية)
- مادلين هوغن على موقع اللجنة البارالمبية الأسترالية (الإنجليزية)